# Krchova Lomná
Krchova Lomná (německy Lomna) je malá vesnice, část města Mladá Vožice v okrese Tábor v Jihočeském kraji. Nachází se asi 2,5 kilometru jižně od Mladé Vožice. Krchova Lomná je také název katastrálního území o rozloze 2,2 km². V katastrálním území Krchova Lomná leží i Ústějov.

## Historie
První písemná zmínka o vesnici pochází z roku 1381.

## Obyvatelstvo
| Rok            | 1869 | 1880 | 1890 | 1900 | 1910 | 1921 | 1930 | 1950 | 1961 | 1970 | 1980 | 1991 | 2001 | 2011 | 2021 |
| -------------- | ---- | ---- | ---- | ---- | ---- | ---- | ---- | ---- | ---- | ---- | ---- | ---- | ---- | ---- | ---- |
| Počet obyvatel | 136  | 127  | 119  | 102  | 114  | 109  | 108  | 85   | 76   | 64   | 56   | 43   | 27   | 28   | 27   |
| Počet domů     | 20   | 19   | 20   | 20   | 17   | 17   | 17   | 17   | 16   | 15   | 16   | 17   | 19   | 20   | 20   |

## Obecní správa
Při sčítání lidu v letech 1850–1899 Krchová Lomná byla osadou obce Janov v okrese Tábor. V letech 1900–1975 byla osadou obce Blanice, se kterým patřila nejprve do okresu Tábor, ale v roce 1950 v okrese Votice a od roku 1960 opět v okrese Tábor. Od 1. července 1975 je částí města Mladá Vožice v okrese Tábor.

## Pamětihodnosti
- Usedlost čp. 14

## Galerie

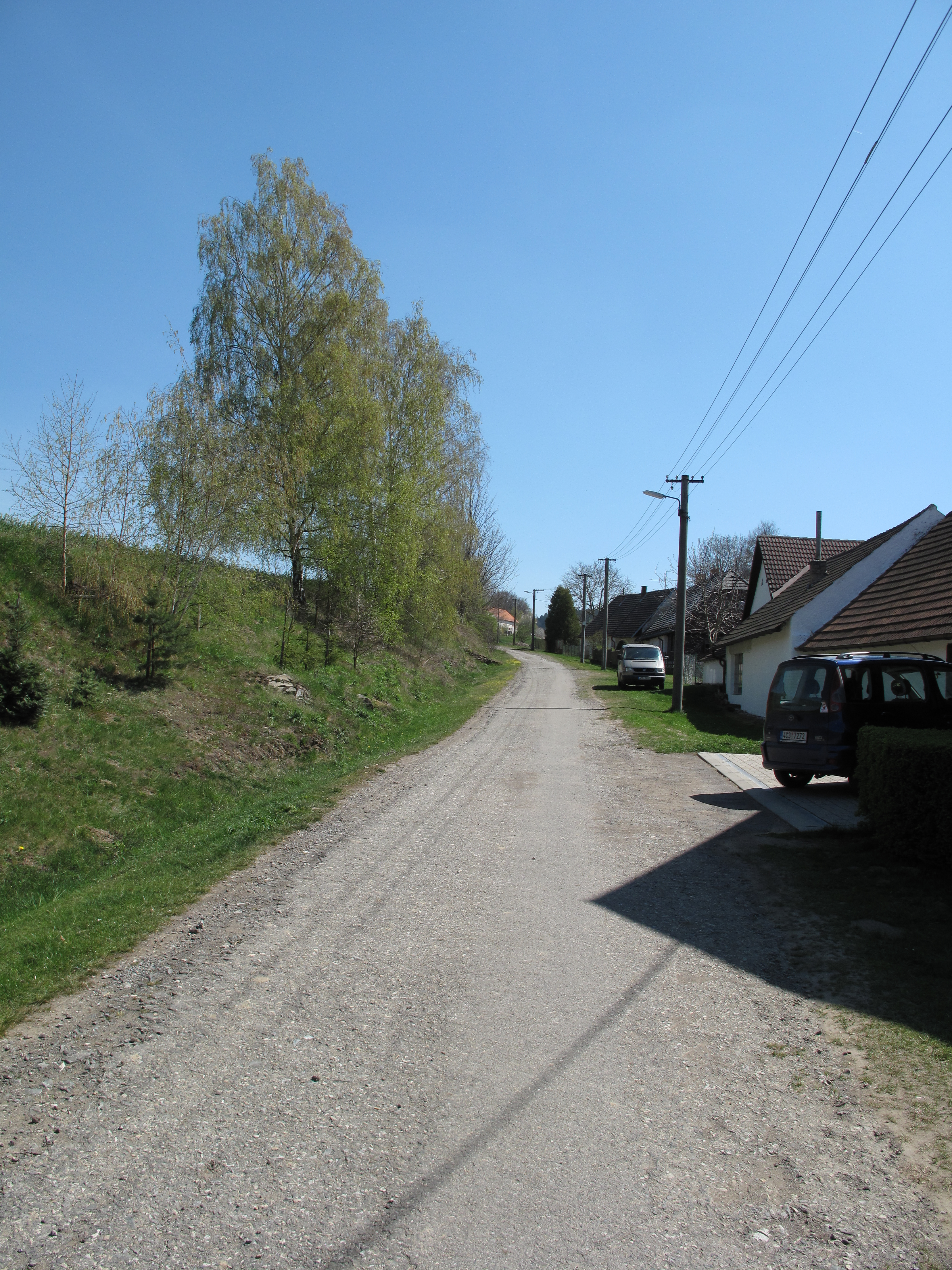
Ulice
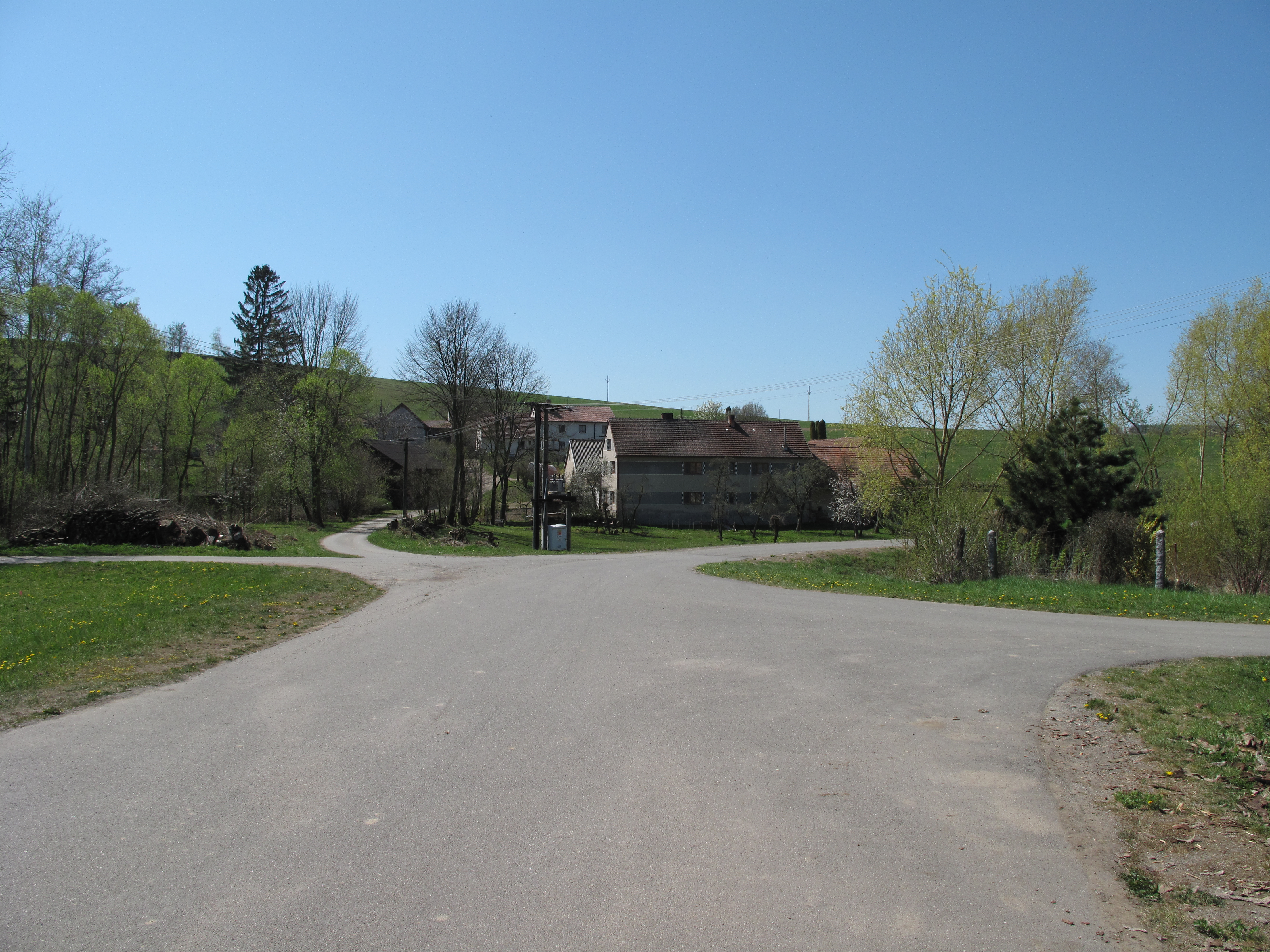
Náves
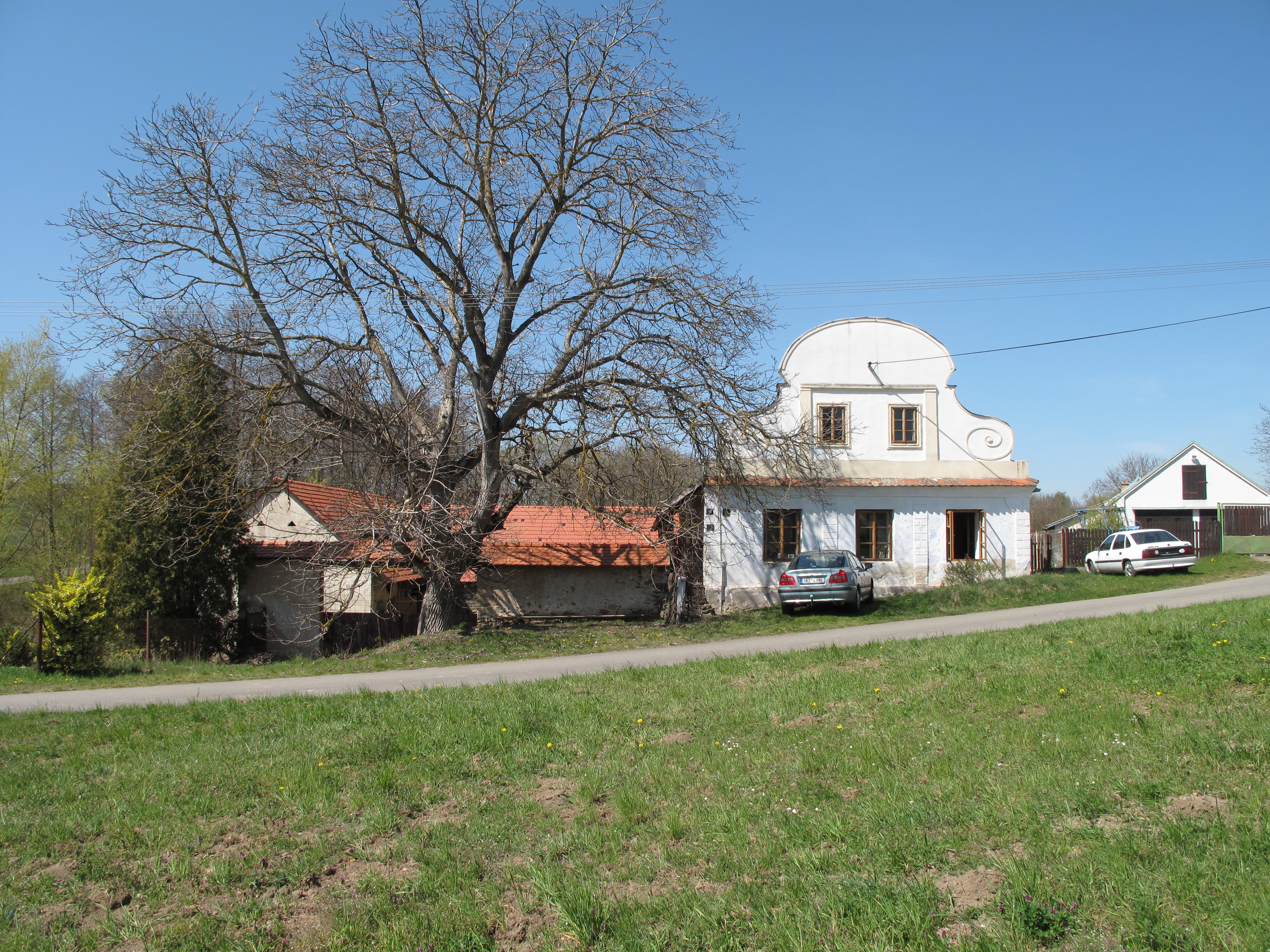
Chalupa v selském baroku